# Potamothrissa obtusirostris
Potamothrissa obtusirostris és una espècie de peix pertanyent a la família dels clupeids.

## Descripció
- Pot arribar a fer 6 cm de llargària màxima.
- Cos esvelt.
- 12-18 radis tous a l'aleta dorsal i 16-27 a l'anal.[5][6]

## Alimentació
Menja insectes aquàtics (com ara, larves de quironòmids) i Hydrachnidiae.

## Hàbitat
És un peix d'aigua dolça, pelàgic i de clima tropical (7°N-8°S).

## Distribució geogràfica
Es troba a Àfrica: conca mitjana i superior del riu Congo i els seus afluents septentrionals i orientals.

## Observacions
És inofensiu per als humans.